# Soilwork
Soilwork este o formație suedeză de muzică metal. S-a format în anul 1995, operând inițial sub numele Inferior Breed. În anul 1996, și-au schimbat numele în Soilwork, ca să se potrivească noului lor sunet. Au făcut până în prezent 7 albume.

## Membri
În momentul de față, din formație fac parte:
- Björn "Speed" Strid - Voce
- Ola Frenning - Chitară
- Sven Karlsson - Clape
- Ola Flink - Chitară bas
- Dirk Verbeuren - Baterie

## Albume de studio
- 1998 - Steelbath Suicide (Sinucidere în cadă de oțel)
- 2000 - The Chainheart Machine (Mașina cu inimă de lanț)
- 2001 - A Predator's Potrait (Portretul unui vânător)
- 2002 - Natural Born Chaos (Haos născut natural)
- 2003 - Figure Number Five (Figura numărul cinci)
- 2005 - Stabbing The Drama (Înjunghiind drama)
- 2007 - Sworn To A Great Divide (Jurat unei despărțiri mari)
- 2010 - The Panic Broadcast
- 2013 - The Living Infinite
- 2015 - The Ride Majestic
- 2019 - Verkligheten
- 2022 - Övergivenheten